# 古高棉语
古高棉语是高棉语最古的阶段，是一种南亚语系语言，历史上和现在都分布在柬埔寨、越南南部、泰国依善地区和老挝占巴塞省等地区使用。它可见于7世纪初到15世纪前几十年的铭文中。这些碑文跨越了近一千年的时间，数量远超一千，是东南亚最丰沛的文献来源之一。
古高棉文分化自婆罗米文的南部变体帕拉瓦文，其也是泰文和老挝文的基础。受佛教与印度文化影响，大量宗教、哲学、政治领域的梵语借词涌入了古高棉语。古高棉语在语音、句法、形态上仍保留了典型的南亚语特征，是带次要音节的分析语，有着丰富的派生词缀。
根据现存碑文的日期和分布情况，古高棉语可分为前吴哥时代（611-802）和吴哥时代（802-1431）两个阶段，其中前吴哥时代的碑文集中在柬埔寨南部地区。高棉语政体的政治中心离开吴哥遗址后的几个世纪里，铭文数量有所减少，但并没有消失，一直持续到20世纪。一般认为15世纪后的铭文反映中古高棉语。

## 术语
ក្មេរ៑（/kmeː/）是同时指高棉人和高棉语的内名，与指孟族、比尔族、布鲁-云乔族的名称并列。词源不明，可能来自mer“首领”“主要”“母亲”。

## 语料与历史
611年突然出现了古高棉语铭文，今日柬埔寨和湄公河三角洲的所有此类早期铭文都是用梵文书写的。:66即使是最早的铭文，也显示出高度统一的正字法，表明在此之前还有一个发展阶段。它们的内容与后来的铭文一样，往往涉及土地和财产、对寺庙的捐赠以及家谱世系等法律问题，表明柬埔寨南部已有了一个高度成熟的社会。从地理上看，早期铭文集中在柬埔寨南部，后来显出由南向北的分散。:125
现存古高棉语资料只代表了该语言的部分情况，也为语音、形态和句法研究提供了重要的文献证据，并提供了有关其使用者周围的自然、社会、政治环境的线索。

## 影响
与东南亚其他古典语言一样，古高棉语也受到了梵文的深刻影响。这在宗教、哲学概念及历法中尤其明显，数字有时会选择梵语单词而不是本地对应的数字。

## 音系
古高棉语的音素和字形对应关系尚不太稳定，尤其是常态塞音/p/、/t/似与内爆音/ɓ/、/ɗ/无别，都用p、t表示。元音这种模糊性的程度更高，a可以表示/ɔ(ː)/、/a(ː)/；ā可表示/a(ː)/；o可表示/oː/、/ɔ(ː)/；e、ē可表示/e(ː)/、/ɛ(ː)/、/ɤ(ː)/。双元音/iːə/和/uːə/分别以ya、va表示。
|        | 唇音 | 唇音 | 齿龈音   | 齿龈音   | 硬颚音 | 硬颚音 | 软腭音 | 软腭音 | 声门音 | 声门音 |
| ------ | ---- | ---- | -------- | -------- | ------ | ------ | ------ | ------ | ------ | ------ |
| 清塞音 | /p/  | /p/  | /t/      | /t/      | /c/    | /c/    | /k/    | /k/    | /ʔ/    | /ʔ/    |
| 浊塞音 | /b/  | /b/  | /d/      | /d/      | /ɟ/    | /ɟ/    | /g/    | /g/    |        |        |
| 内爆音 | /ɓ/  | /ɓ/  | /ɗ/      | /ɗ/      |        |        |        |        |        |        |
| 鼻音   | /m/  | /m/  | /n/      | /n/      | /ɲ/    | /ɲ/    | /ŋ/    | /ŋ/    |        |        |
| 半元音 | /w/  | /w/  |          |          | /j/    | /j/    |        |        |        |        |
| 流音   |      |      | /r/, /l/ | /r/, /l/ |        |        |        |        |        |        |
| 擦音   |      |      |          |          | /s/    | /s/    |        |        |        |        |

| 高度     | 前元音    | 央元音    | 后元音    |
| -------- | --------- | --------- | --------- |
| 半元音   | /i/, /iː/ | /ɯː/      | /u/, /uː/ |
| 半闭元音 | /e/, /eː/ | /ɤ/, /ɤː/ | /o/, /oː/ |
| 半开元音 | /ɛ/, /ɛː/ | /ɤ/, /ɤː/ | /ɔ/, /ɔː/ |
| 开元音   |           | /a/, /aː/ |           |

| 长双元音 | iːə | ɯːə | uːə |
| 短双元音 | ɪə  | ɯə  | ʊə  |

## 正字法
前吴哥时代（611-802年）和吴哥时代（802-1431年）在正字法上显出微小的差异，也许反映了南北方方言差异，也许只是习惯上的差异。这些差异如某些元辅音的表示方法。